# 黄秋园
黄秋园（1914年—1979年），名明琦，字秋园，号大觉子、半个僧、清风老人，男，江西南昌人，中国现代国画家。

## 生平
少年时期曾在裱画店学徒，自小酷爱绘画，十多岁从其父好友左莲青学传统中国画，悟性出众。十九岁卖画为生，1938年经考入江西裕民银行工作，任文书。中华人民共和国成立后为南昌市人民银行科员。1970年退休。

## 艺术成就
他的山水画从传统入手，开创个人风味强烈的画风。擅长于山水、工笔、写意，水墨、青绿并能。然而黄秋园先生生前名声不显，他的书画作品，在其死后引起了轰动，被《中国巨匠美术周刊》列为自晋代、唐、宋、元、明、清至近代的一百位中国美术巨匠之一。并被追认为中国美术家协会会员，中央美术学院名誉教授、中国画研究院名誉院委。1988年于香港举办其遗作展。其故居位于南昌市西湖区小桃花巷21号，今辟为黄秋园纪念馆。2002年人民美术出版社出版《黄秋园》大型画册。
- 南昌黄秋园纪念馆
- 黄秋园手迹